# Adrian Olah
Adrian Olah est un footballeur roumain né le 30 avril 1981 à Târgu Mureș.

## Carrière
- 1998-1999 : National Bucarest  Roumanie
- 1999-2000 : National Bucarest  Roumanie
- 2000-2001 : National Bucarest  Roumanie
- 2001-2002 : National Bucarest  Roumanie
- 2002-2003 : National Bucarest  Roumanie
- 2003-2004 : National Bucarest  Roumanie
- 2004-2005 : National Bucarest  Roumanie
- 2005-2006 : Politehnica Timișoara  Roumanie
- 2006-2007 : Politehnica Timișoara  Roumanie
- 2007-2008 : Universitatea Cluj-Napoca  Roumanie